# 1-2 سويتش
1-2 سويتش (بالإنجليزية: 1-2 Switch)‏، هي لعبة جماعية تم تطويرها ونشرها بواسطة نينتندو كلعبة إصدار لجهاز نينتندو سويتش، والتي تم إصداره عالميا في 3 مارس 2017.  تستخدم اللعبة وحدات التحكم جوي-كون في النظام، حيث يواجه اللاعبون بعضهم ويلعبون ألعابًا صغيرة مختلفة.  بحلول نهاية عام 2021، بيع منها أكثر من 3.63 مليون نسخة حول العالم، ما جعلها من أكثر الألعاب مبيعًا على المنصة.

## التطوير
بعد إعلان نينتندو عن اللعبة في حدث نينتندو سويتش في يناير 2017، عرضت نينتندو ستة من الألعاب المصغرة للجمهور. تم الكشف عن اللعبة أيضًا لإظهار قدرات Joy-Con المبتكرة من نينتندو، من خلال ميزات HD Rumble و IR Motion Camera.
شارك العديد من ممثلي نينتندو أوف أميريكا في مسابقة حلب البقر في مزرعة ألبان في وودستوك، فيرمونت
كطريقة للترويج للعبة الحلب المصغرة. تظهر غراي ديلايل على الغلاف، وإن تم تعديل أنفها ليبدو أكبر. 

## التقييم
| استقبال |        |
| --- | ------ |
| مجموع النقاط المجموع نقاط ميتاكريتيك 58/100 [ 9 ] نتائج المراجعة نشرة نقاط دستركتويد 4.5/10 [ 10 ] غيم إنفورمر 4/10 [ 11 ] غيم سبوت 6/10 [ 12 ] آي جي إن 6.8/10 [ 13 ] نينتندو لايف [ 14 ] نينتندو ورلد ريبورت 6.5/10 [ 15 ] |        |
| مجموع النقاط |        |
| المجموع | نقاط   |
| ميتاكريتيك | 58/100 |
| نتائج المراجعة |        |
| نشرة | نقاط   |
| دستركتويد | 4.5/10 |
| غيم إنفورمر | 4/10   |
| غيم سبوت | 6/10   |
| آي جي إن | 6.8/10 |
| نينتندو لايف | [ 14 ] |
| نينتندو ورلد ريبورت | 6.5/10 |

تلقت اللعبة مراجعات مختلطة وفقًا لمجمع المراجعة ميتاكريتيك. 
عند إصدار المقطع الدعائي الأولي، قارن العديد من المعلقين اللعبة بسلسلة WarioWare. قدم بن سكيبر من إنترناشيونال بيزنس تايمز ملاحظات عن التلميحات الجنسية في اللعبة.
تم انتقاد قرار نينتندو بإصدار اللعبة بشكل منفصل عن النظام بحجة أن اللعبة ستكون أفضل حالًا كحزمة في الجهاز، على غرار وي سبورتس، رغم أن نينتندو ذكرت أنها منحت للمستهلكين خيار شراء اللعبة بدلاً من وضعها في محموعة وزيادة سعر سويتش حتى لا قلل اهتمام المستهلكين ويعرض مبيعات الجهاز للخطر.  انتقد كوري أرنولد من دستركتويد عدم وجود وضع لعب فردي حقيقي، وقال أن الألعاب المصغرة كانت أسوأ مما تم تضمينه في Wii Sports، زأنها تفتقر إلى التقدم في اللعب.

### المبيعات
بحلول أبريل 2017، ذكرت نينتندو أن 1-2-Switch قد شحن منها ما يقرب من مليون نسخة في أنحاء العالم. بحلول مارس 2018، ارتفع هذا العدد إلى أكثر من مليونين. بحلول يونيو 2019، بلغ إجمالي المبيعات 3.01 مليون. كشفت مجلة CESA عام أن 1-2-Switch باعت 3.63 مليون وحدة، حتى 31 ديسمبر 2021.